# Kerblík lesní

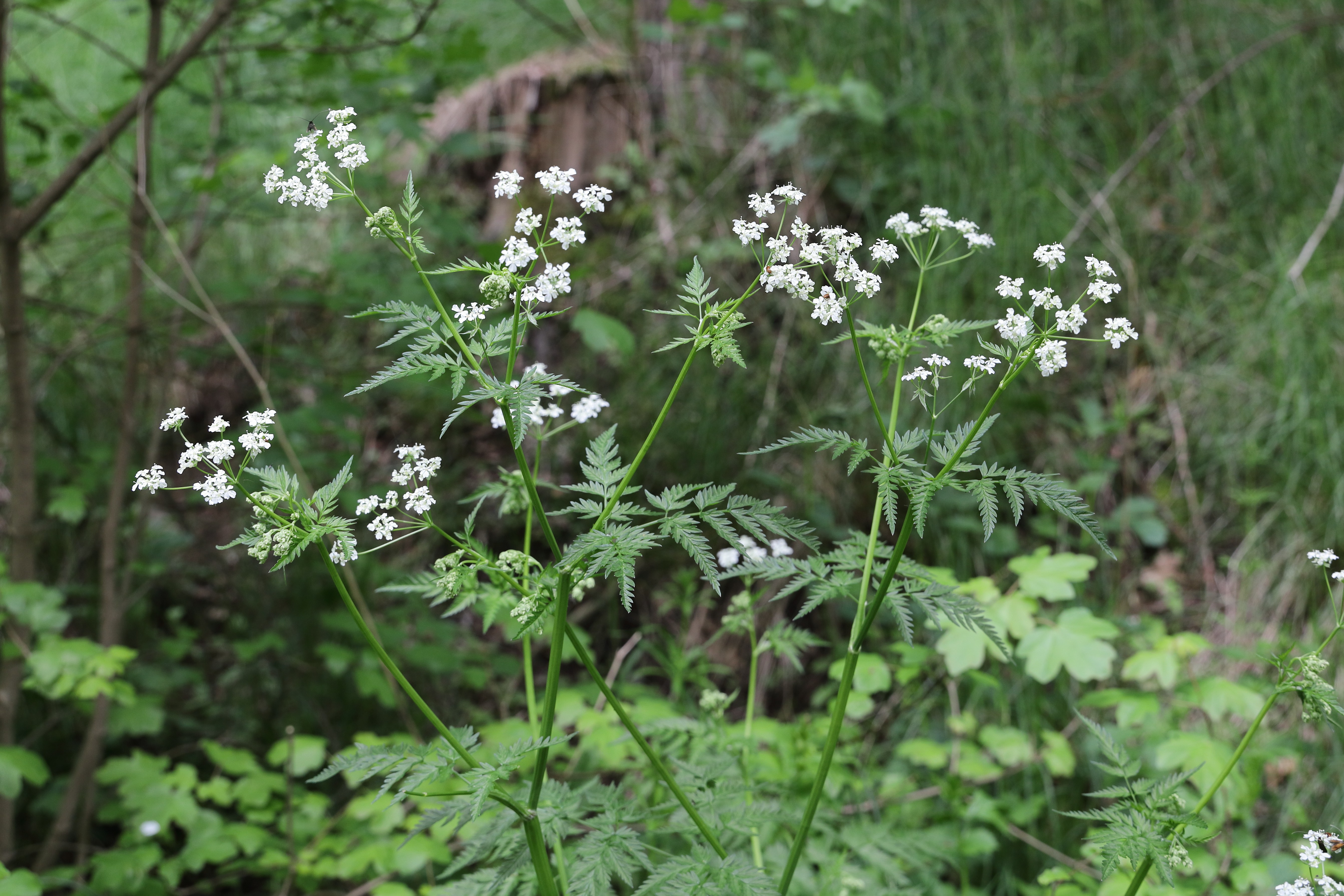
Kerblík lesní

Kerblík lesní (Anthriscus sylvestris) je dvouletá až vytrvalá rostlina z čeledi miříkovité (Apiaceae).

## Popis
Kerblík má květy v okolících s 8-16 paprsky, obaly okolíku chybějí, případně jsou jedno- až dvoulisté. Plodem jsou dvounažky. Lístky obalíčků jsou řasnaté. Květní lístky okrouhlé, nebo jen slabě vykrojené. Stonek na spodku drsně chlupatý a většinou není skvrnitý. Listy jsou dvakrát až třikrát zpeřené.

## Výskyt
Preferuje louky, řidčeji křoviny a okraje lesů; hlavně na dostatečně vlhkých půdách. Rostlina je ukazatelem dusíku v půdě; na loukách hnojených močůvkou kerblík roste velmi hojně a svými květy určuje obraz louky. Kerblík lesní je eurosibiřský druh, rostoucí ve střední a severní Evropě a zasahující přes Sibiř až daleko na východ. Zplaněle (zavlečen s osivy) roste i v Severní Americe.